# Sebastian Aho (hockey sur glace, 1996)
Pour les articles homonymes, voir Sebastian Aho et Aho.
Sebastian Aho (né le 17 février 1996 à Umeå en Suède) est un joueur professionnel suédois de hockey sur glace. Il évolue au poste de défenseur.

## Biographie
Il a joué pour l'équipe de jeunes du IF Björklöven puis du Skellefteå AIK avant de devenir professionnel en 2013 avec l'équipe de Skellefteå. Avec cette équipe, il remporte le championnat de Suède en 2014.
Après avoir passé trois saisons complètes avec Skellefteå, il est repêché à 21 ans par les Islanders de New York au cinquième tour, 139e rang au total, lors du repêchage d'entrée dans la LNH 2017. Peu de temps après avoir été repêché, le 5 juillet, il signe avec les Islanders pour trois ans.
Il passe d'abord par la LAH en jouant pour les Sound Tigers de Bridgeport, club-école des Islanders, avant de faire ses débuts dans la LNH le 31 décembre 2017.
Après avoir joué sept saisons avec les Islanders, Aho quitte en tant qu'agent libre et signe un contrat de deux saison et 1,55 million $ avec les Penguins de Pittsburgh le 2 juillet 2024.

## Statistiques

### En club
| Saison     | Équipe                     | Ligue         |     | Saison régulière | Saison régulière | Saison régulière | Saison régulière | Saison régulière |   | Séries éliminatoires | Séries éliminatoires | Séries éliminatoires | Séries éliminatoires | Séries éliminatoires |
| Saison     | Équipe                     | Ligue         | PJ  | B                | A                | Pts              | Pun              | PJ               | B | A                    | Pts                  | Pun                  |                      |                      |
| 2012-2013  | Skellefteå AIK U20         | J20 SuperElit | 38  | 1                | 11               | 12               | 14               | 4                | 0 | 0                    | 0                    | 0                    |                      |                      |
| 2012-2013  | Skellefteå AIK             | Elitserien    | 1   | 0                | 0                | 0                | 0                | -                | - | -                    | -                    | -                    |                      |                      |
| 2013-2014  | Skellefteå AIK U20         | J20 SuperElit | 27  | 7                | 16               | 23               | 18               | -                | - | -                    | -                    | -                    |                      |                      |
| 2013-2014  | Skellefteå AIK             | SHL           | 21  | 1                | 4                | 5                | 2                | 13               | 0 | 0                    | 0                    | 0                    |                      |                      |
| 2014-2015  | Skellefteå AIK U20         | J20 SuperElit | 4   | 0                | 2                | 2                | 4                | -                | - | -                    | -                    | -                    |                      |                      |
| 2014-2015  | Skellefteå AIK             | SHL           | 41  | 1                | 8                | 9                | 14               | 13               | 1 | 3                    | 4                    | 8                    |                      |                      |
| 2015-2016  | Skellefteå AIK             | SHL           | 39  | 3                | 13               | 16               | 12               | 16               | 3 | 4                    | 7                    | 6                    |                      |                      |
| 2016-2017  | Skellefteå AIK             | SHL           | 50  | 10               | 20               | 30               | 10               | 7                | 0 | 2                    | 2                    | 0                    |                      |                      |
| 2017-2018  | Sound Tigers de Bridgeport | LAH           | 40  | 9                | 20               | 29               | 20               | -                | - | -                    | -                    | -                    |                      |                      |
| 2017-2018  | Islanders de New York      | LNH           | 22  | 1                | 3                | 4                | 6                | -                | - | -                    | -                    | -                    |                      |                      |
| 2018-2019  | Sound Tigers de Bridgeport | LAH           | 67  | 9                | 37               | 46               | 36               | 5                | 0 | 2                    | 2                    | 6                    |                      |                      |
| 2019-2020  | Sound Tigers de Bridgeport | LAH           | 49  | 3                | 27               | 30               | 18               | -                | - | -                    | -                    | -                    |                      |                      |
| 2020-2021  | Islanders de New York      | LNH           | 3   | 1                | 1                | 2                | 2                | -                | - | -                    | -                    | -                    |                      |                      |
| 2021-2022  | Islanders de New York      | LNH           | 36  | 2                | 10               | 12               | 10               | -                | - | -                    | -                    | -                    |                      |                      |
| 2022-2023  | Islanders de New York      | LNH           | 71  | 5                | 18               | 23               | 22               | 6                | 0 | 1                    | 1                    | 2                    |                      |                      |
| 2023-2024  | Islanders de New York      | LNH           | 58  | 2                | 7                | 9                | 12               | -                | - | -                    | -                    | -                    |                      |                      |
| Totaux LNH | Totaux LNH                 | Totaux LNH    | 190 | 11               | 39               | 50               | 52               | 6                | 0 | 1                    | 1                    | 2                    |                      |                      |

### En équipe nationale
| Année | Équipe    | Compétition                  |   | PJ | B | A | Pts | Pun           |  | Résultat |
| 2013  | Suède U17 | Défi mondial -17 ans         | 6 | 0  | 4 | 4 | 14  | Médaille d'or |  |          |
| 2013  | Suède U18 | Championnat du monde -18 ans | 5 | 0  | 0 | 0 | 4   | 5e place      |  |          |
| 2014  | Suède U18 | Championnat du monde -18 ans | 4 | 2  | 0 | 2 | 8   | 4e place      |  |          |
| 2013  | Suède U20 | Championnat du monde junior  | 7 | 1  | 3 | 4 | 2   | 4e place      |  |          |